# His Last Vow
"His Last Vow" é o terceiro episódio da terceira temporada da série de televisão da BBC: Sherlock.

## Enredo
John Watson, cuja esposa Mary está agora visivelmente grávida, encontra Sherlock Holmes em uma casa de crack e deduz que ele está sob a influência de drogas. John tenta forçá-lo a reabilitar-se, mas Sherlock insiste que ele estava disfarçado para um caso. Mycroft confronta Sherlock sobre o uso de drogas e percebe que Sherlock está investigando Charles Augustus Magnussen, dono de um jornal que chantageia pessoas. Sherlock tenha recebido um pedido da Lady Elizabeth Smallwood para negociar o retorno de cartas roubadas escritas pelo marido de Smallwood. Mycroft adverte a Sherlock para não ir atrás de Magnussen, o que Sherlock descarta. John também fica chocado ao descobrir que Sherlock está em um relacionamento com a dama de honra de Mary, Janine. Sherlock diz a John que ele está saindo com ela porque ela é assistente pessoal de Magnussen, e ele usa sua relação para ajudá-lo com a entrada no escritório de Magnussen em Londres. No interior, Sherlock e John encontram uma Janine desacordada, e Sherlock flagra Mary com uma arma apontada para Magnunssen. Mary atira em Sherlock, que aproveita todos os seus poderes mentais para ficar consciente. Ele é levado para o hospital. No "palácio" dentro de sua mente, Sherlock desaparece, ao mesmo tempo no mundo real Sherlock morre na mesa de operação em preparação para pré-operação. No palácio de sua mente, Moriarty convence Sherlock que ele está deixando John morrer, o que convence Sherlock em sua mente a se levantar e escapar. Neste momento, no mundo real, o coração de Sherlock começa a bater novamente.
Os cirurgiões tentam ajudar a reanimá-lo, dando-lhe oxigénio. Sherlock acorda de cirurgia e fala "Mary". Mary vem para o hospital e é recebido por John, que diz que Sherlock tinha sobrevivido a cirurgia. Mary visita Sherlock exausto e em estado crítico e avisa para não denunciá-la. John, no entanto, começa a suspeitar de alguma coisa depois que ele descobre que Sherlock tinha substituído a cadeira de John na Baker Street e deixou um frasco de perfume de Mary sobre a mesa ao lado dele. Sherlock foge do hospital e arranja um encontro com Mary. Usando um ardil, Sherlock expõe a vida secreta de Mary como um assassino para John, e todos os três regressam à Baker Street para resolver o problema. Ela diz a eles sobre seu passado, e que Magnussen tem informações sobre ela que iria colocá-la na cadeia pelo resto de sua vida. Sherlock deduz que ela intencionalmente atirou em um local não-letal e chamou uma ambulância. Sherlock diz a John que ele observa o vício de John ao perigo e que John foi provavelmente atraído a Mary por causa de seu passado oculto. Mary dá John um cartão de memória contendo informações sobre ela, marcado com seu verdadeiro iniciais A. G. R. A., dizendo-lhe que o conteúdo irá destruir seu amor por ela. Depois de não ver o cartão de memória por alguns meses, John decide destruí-lo sem lê-lo e amar Mary independentemente. O casal passa o Natal com os irmãos de Holmes na casa de seus pais, onde Sherlock aproveita a oportunidade para drogar todos, com isso, ele e John pegam o laptop de Mycroft. Sherlock leva um John confuso para atender Magnussen em sua propriedade, Appledore, que ele acredita que contém arquivo de chantagem de Magnussen. Durante o confronto, Magnussen explica que seu propósito em colocar pressão sobre Mary era chegar a Mycroft via John e Sherlock. Ele também revela que ele estava por trás do sequestro de John, como visto no episódio "The Empty Hearse".
Sherlock oferece trocar informações com Magnussen sobre Mary em troca dos segredos do estado no laptop de Mycroft. No entanto, Magnussen está ciente de que Sherlock estabelecer-se em uma armadilha. Magnussen, em seguida, explica o plano de Sherlock para John; os serviços de segurança que procuram o laptop usando um rastreador GPS que contém vão invadir Appledore e, após encontrar o laptop, terá uma razão legal para procurar os cofres sob chantagem. Magnussen, com alegria considerável, revela que o plano não vai funcionar porque o cofre de Appledore não existe fisicamente, mas são armazenados em seu "palácio mental". Ao dar a Magnussen o laptop, Sherlock e John são agora culpados de tentar vender segredos do governo e podem ser presos por alta traição, enquanto Magnussen permanece legalmente intocável. Quando Mycroft e a polícia chegam, Sherlock atira em Magnussen na cabeça, tendo percebido que esta é a única maneira de libertar seus amigos e todos os outros do seu poder.
Mycroft convence o governo a poupar Sherlock de um julgamento e, como uma pena alternativa, pressione-o para uma missão altamente perigosa na Europa Oriental. Ele é, no entanto, lembrado em poucos minutos quando telas da TV em todo Grã-Bretanha são cortadas para transmitir um curto vídeo de uma imagem estática de Jim Moriarty perguntando repetidamente: "Sentiu minha falta?" Uma cena pós-créditos mostra Moriarty vivo perguntando se o público sentia a falta dele também.

## Produção

### Elenco
Em julho de 2013, foi anunciado que o ator dinamarquês Lars Mikkelsen iria estrelar como o vilão principal da terceira temporada de Sherlock. Mikkelsen apareceu pela primeira vez em um breve período no final de "The Empty Hearse". O retrato de Magnussen foi descrito por Steven Moffat como "aterrorizante". Mikkelsen foi sugerido para o papel pelo produtor Sue Vertue e gravou um vídeo de audição para a equipe de produção em que ele urinou em seu celeiro. Mikkelsen foi estrelar um filme ambientado no leste de Londres na época e tinha pego um sotaque londrino, então ele teve que rever o seu sotaque. Moffat e o filho de Vertue, Louis Moffat, desempenhou Sherlock jovem em duas cenas e os pais da vida real de Benedict Cumberbatch, Timothy Carlton e Wanda Ventham, reprisou seu papel de pais de Sherlock do episódio "The Empty Hearse". Steven Moffat comentou que Sherlock "é executado em nepotismo".

### Roteiro
Steven Moffat confirmou que o momento de angústia, o retorno de Moriarty, havia sido planejado, já em duas séries, quando ele discutiu o plano para o personagem de Moriarty com o ator Andrew Scott. No entanto, ele brincou dizendo que ele estava tão surpreendido como os telespectadores para ver Moriarty retornando, notando que é impossível de falsificar atirando-se na cabeça.

### Filmagens
O director Nick Hurran já havia trabalhado com Steven Moffat em vários episódios de Doctor Who, incluindo o quinquagésimo aniversário especial. As filmagens de "His Last Vow" começaram em 29 de julho de 2013. Algumas filmagens aconteram em Cardiff, e parte em Leinster Gardens, onde as casas 23 e 24 foram mostrados por serem meras fachadas. As cenas  em 'Appledore', a casa de Magnussen, foram filmadas no Swinhay House em Gloucestershire, propriedade de Sir David McMurtry, chefe de engenharia Renishaw. Os pós-créditos e a cena que descreve Moriarty (Andrew Scott) dizendo "Senhorita, eu?" para a câmera, tinha originalmente mais extensa, mas foi cortada por recomendação do Gatiss para provocar o público.

## Transmissão e recepção
"His Last Vow" foi ao ar na BBC One no domingo 12 de janeiro de 2014 em horário nobre, - 22:00 GMT. Durante a noite, o episódio foi assistido por 8.77 milhões de espectadores, uma quota de 31,9%, o que ficou bem abaixo dos 9.2 milhões (33,8%) para o episódio "The Empty Hearse". No entanto, quando as classificações finais foram consignadas, aumentou para 11,38 milhões, o mesmo que "The Sign of Three", mas ainda abaixo de "The Empty Hearse".
O episódio foi mais tarde repetido no canal digital BBC Three na sexta-feira, 17 de janeiro de 2014 também em horário nobre. A British Board of Film Classification deu ao episódio um certificado de 12 (impróprio para menores de 12), por "violência moderada, referências a drogas e um uso da linguagem forte".[carece de fontes?] O episódio foi lançado no Reino Unido em DVD e Disco Blu-ray com os outros episódios da série ( "The Empty Hearse" e "The Sign of Three") em 20 de janeiro de 2014.

### Crítica
"His Last Vow" foi aclamado pela crítica, com Louisa Mellor do Den of Geek dizendo que o episódio era o "melhor final que Sherlock já teve", com uma trama muito forte. Mark Jefferies do The Mirror chamou o episódio de "facilmente o melhor ainda nesta corrida", com um enredo "fascinante". Ele também elogiou Mikkelsen como "brilhante". Josh Wilding, também escreveu para The Mirror, dizendo que o episódio "foi, em muitos aspectos, o melhor episódio de Sherlock até o momento" e chamou-lhe "simplesmente um dos maiores programas de TV de todos os tempos", dando-lhe uma nota de 5/5. Caroline Frost do Huffington Post chamou-lhe um "final apropriado para a série, com os escritores e atores todos poupando o seu melhor para o final", apesar da terceira temporada da telessérie ser "desigual" em performances.